# ميرسي جونسون
ميرسي جونسون (بالإنجليزية: Mercy Johnson)‏ (مواليد 28 أغسطس 1984)، هي مُمثلة نيجيرية.

## روابط خارجية
ميرسي جونسون على موقع IMDb (الإنجليزية)
- ميرسي جونسون على موقع قاعدة بيانات الفيلم (الإنجليزية)